# Storviktjärnen, Norrbotten
Storviktjärnen är en sjö i Bodens kommun i Norrbotten och ingår i Råneälvens huvudavrinningsområde.